# 永井吐無
永井 吐無（ながいとむ、1944年 -2024 ）は、洋画家、無所属。

## 略歴
愛媛県新居浜市生まれ。香川県立高松工芸学校図案科卒。
1970年、東京日本橋「此花画廊」にて初個展。
以後欧州各地に取材制作活動を重ねながら、主に発表の場を個展に求め、各地にて開催している。

## 活動
1984年、フランスのサロンドートンヌ展、1988年、安井賞展等に発表し、高い評価を得るが、永井の真の姿は彼自身の個展の中にある。
それは永井もよく理解していて、1970年の初個展以来、積極的に作品を発表している。
その個展の数は2021年現在で既に82回を記録し、日本で最も権威ある日本橋三越ギャラリーでも定期的に開催している。

## 独創性
永井の作風の根幹は緻密な構成力と魂のこもった線にあるだろう。正確な観察力とに裏打ちされた縦横無尽な震えるような線の動きは彼のすべての作品に見出すことができる。
特にペン画による日本の寺社仏閣はその表現力を余すところなく伝えており、静謐で厳かな建物の奥に潜む永久の時の流れを感ずるのは私一人ではないだろう。
又、油彩画や水彩画にも彼の独特な色彩感とデッサン力にも奥深くあたたかな魅力がある。

## 哲学
1975年30歳を過ぎて以来渡欧を繰返し、ヨーロッパ各地の古い村の教会、田舎のまちを描いた作品にはなぜか東洋的な匂いが流れているのは永井の持つ哲学が色彩に反映された結果であろう。
その作品には人の眼を引く奇抜な試みが一切ないが、太陽のひかりと風のささやきを織り込んだ風景が極めて静かに描かれていて、そこには自身のメッセージさえ存在しないかのように見える。
しかし、流れる水に自然体の意志があるように、そこには永井の愛がある。
その永井が50歳を過ぎて、巡礼地にに興味を持ち、描き始めたことは言わば必然といって良いだろう。
スペインのサンティアゴデ・コンポステーラ、日本の四国八十八ヶ寺、あくまでも画題は建物の風景でありながら、そこには訪れる巡礼者たちの密やかな足音と祈りが描かれている。

## 主な個展歴
1970年　第1回個展(東京日本橋此花画廊）
1974年、76年高松三越
1981年　銀座現代画廊
1982年　日本橋三越、神田竹見屋画廊
1983年　高松三越
1989年　大阪三越、銀座三越
1990年　新宿京王百貨店、今治大丸
1991年　新宿京王百貨店
1992年　銀座三越　大阪三越
1993年　新居浜市郷土美術館展　鳥取大丸　高槻松坂屋　新宿京王百貨店
1994年　大阪三越　新居浜大丸
1995年　国立画廊「岳」
1996年　日本橋三越　　　　　　　　　　　　　　　　　　　　　
1997年　大阪心斎橋大丸
1998年　国立画廊「岳」
1999年　大阪三越
2000年　日本橋三越
2002年　国立画廊「岳」
2993年　日本橋三越　銀座アートサロン静
2004年　京都大丸　国立画廊「岳」
2005年　高松三越　仙台三越
2006年　日本橋三越
2007年　高松三越　国立画廊「岳」
2009年　日本橋三越　国立画廊「岳」
2010年　高松三越　
2011年　国立画廊「岳」
2012年　日本橋三越
2013年　高松三越　国立画廊「岳」
2015年　日本橋三越　国立画廊「岳」　高松三越
2017年　高松三越　国立画廊「岳」
2018年　日本橋三越
2019年　川越「呼友館」　国立画廊「岳」　姫路山陽百貨店
2020年　名古屋ＪＲタカシマヤ　
神戸ポートピアギャラリー
岐阜高島屋　高松栗林公園「掬月亭」展
2021年   国立画廊「岳」
2022年   宇フォーラム美術館
国立画廊「岳」
岐阜高島屋
2024年   京橋ギャルリーコパンダール
　　以上、其の他の個展回数は2023年現在で80回余を記録する

## 新しい活動
2000年以降より特に日本の寺社仏閣や巡礼の世界を主題としたペン画での表現分野を確立している。
四国八十八ヶ寺、メモリーオブ京都、日本寺社仏閣80選等の画集を刊行発表している。
油彩画ではサンティアゴデ·コンポステーラへの巡礼地の風景画、
ドン・キホーテの道他、スペイン巡礼地の風景画に永独特の異彩を放っている。
西国三十三寺ペン画  画集刊行予定

## 主な書籍
1981年　絵本「ぼくがかいた家」（リブリオ出版）
1992年　画集「ＴＨＥ　ＷＯＲＬＤ　ＯＦ　ＴＯＭＵＮＡＧＡＩ」ＰＡＲＴ　1
2001年　画集「四国霊場八十八ヶ寺」
2002年　単行本「癒しの旅　四国霊場八十八ヶ寺」
2004年　単行本「寂聴の古寺礼讃」（講談社)
2011年 「京都メモリー」
2013年　画集「ＴＨＥ　ＷＯＲＬＤ　ＯＦ　ＴＯＭＵ NAGAI 」   PART2
2020年　画集「日本寺社仏閣80選」